# لطفي بالحاج
لطفي بالحاج (بالفرنسية: Lotfi Bel Hadj)‏ هو كاتب، رجل اقتصاد ورجل أعمال تونسي فرنسي، وهو أيضاً ابن شقيق الرئيس الأسبق المنصف المرزوقي.

## السيرة الذاتية
مدقق سابق بالمعهد العالي الدراسات العليا للعلوم والتكنولوجيا، لطفي بالحاج هو خريج المعهد العالي للدراسات الإسلامية بباريس وقد ترأس المرصد الاقتصادي.
في عام 2005، حاول العمل في تونس لكن مقربين من الرئيس زين العابدين بن علي عارضوا ذلك وتم مصادرة شركاته ومنعه من دخول الأراضي التونسية. بعد رحيل بن علي، تقرب من حزب النهضة.
بالنسبة للطفي بلحاج: «التنمية الاقتصادية في تونس ستتم فقط على أسس جديدة وليس على مبادئ صندوق النقد الدولي والديموقراطية الزائفة والليبرالية».
في إطار قضية طارق رمضان، يدعم لطفي بالحاج  المفكر الإسلامي: «طارق رمضان هو المثال النموذجي لشخص رد اعتبار المسلمين، سواء أحبوا ذلك أم لا». في سياق هذه القضية، أوصى لطفي بلحاج باستبدال ياسين بذور بالمحامي إمانويل مارسيني للدفاع عن طارق رمضان.
وفقا لصحفي لدى الجريدة اليومية السويسرية"Le Temps"، يحظى لطفي بالحاج ب «قناة نفوذ مهمة» بامتلاكه "The Muslim Post"، والتي يترأس تحريرها يونس بلحاج.

## كاتب
في عام 2011، نشر بلحاج كتابًا تحت عنوان L’Afrique et son capital carbone.
في عام 2015، نشر La Bible du Halal والذي يقدم خلاله  بحث تفصيليًا عن الاقتصاد الحلال.
وهو مؤلف العديد من المقالات ب: Libération, L'Obs و هافينغتون بوست.

## رائد أعمال
في عام 2010، انضم إلى إيمانويل دروجون (Emmanuel Drujon) لتأسيس Greenrock Funds ، وهو صندوق استثمار في الطاقات المتجددة والمواد الاولية والمعادن ومقره في لوكسمبورغ.
وهو أيضًا مؤسس المجموعة Alternative Carbon المختصة في محايدة الكربون في أفريقيا ورئيس صندوق Digital Big Brother.

## حياة شخصية
ولد لطفي بلحاج في عائلة مكونة من 11 طفلاً، وهو بدوره أب لاربعة أطفال.

### أيوريبتسيون
لطفي بلحاج هو مؤسس وكالة أيوريبتسيون "UReputation" المتخصصة في الضغط عبر الإنترنت وتضم 75 موظفًا في تونس. بعض العمليات ، مثل "عملية قرطاج" ، كانت مفتوحة للنقاش.
في 9 يونيو 2020 ، بعد تحقيق أجراه مختبر الأبحاث الأمريكي Digital Forensic Research lab (DFRLab) ، تم اغلاق 446  صفحة و 96 مجموعة تدار على الشبكة الاجتماعية من خلال أيوريبتسيون . وزعموا أنهم كانوا يهدفون إلى التأثير على الانتخابات من خلال مغالطات إعلامية أخبار مزيفة في إفريقيا الناطقة بالفرنسية.
في فبراير 2022 ، أعرب جان بابتيست سوفرون ، المحامي المتخصص في الحريات العامة والرقمية والمدير القانوني الأول لمؤسسة ويكيميديا ، من خلال الصحافة ، كدفاع عن أيوريبتسيون UReputation، أنه كان يهاجم فيسبوك لانتهاكه البيانات الشخصية. كانت الشبكة الاجتماعية قد نقلت البيانات الشخصية إلى Atlantic Council ، ولكن أيضًا إلى الدول ، والتي تعتبر غير قانونية من وجهة نظر الخصوصية. كانت تونس من بين الدول التي دخلت القضية. اشتبه القضاء التونسي في أن فيسبوك استخدم بشكل غير قانوني البيانات الشخصية لموظفي الشركة التونسية. تشير بيزنس نيوز إلى تقرير أعده خبير بتكليف من القضاء التونسي يؤكد أن أيوريبتسيون  تكبدت أضرارا بلغت أربعة عشر مليون دينار (أكثر من أربعة ملايين يورو).

### قضية باريس سان جيرمان
في عام 2018 ، أدارت UReputation مهام التأثير لنادي باريس سان جيرمان لكرة القدم (PSG). استنادًا إلى المستندات التي تم الاستيلاء عليها أثناء البحث ، في أكتوبر 2022 ، أظهرت Mediapart أن شركة Digital Big Brother قد أنشأت جيشًا رقميًا لعمليات التأثير. ووفقًا لوسائل الإعلام ، فإن 10٪ من الحسابات المدارة اعتُبرت "مؤثرة" ، مما يجعل هذه الحسابات أدوات للترحيل و "contre-feu". تؤكد Mediapart أن العملية نفذت من 2018 إلى 2020.
وبحسب اختصاصي تونسي في الاتصال السياسي ، للإعلام التونسي بيزنس نيوز ، بشأن موضوع وكالات السمعة الإلكترونية: "وكالات الاتصال ، وخاصة الفرنسية منها ، لا تحبذ رؤية تونسي فرنسي منخرط في سوق الاتصالات في إفريقيا ، واعتبر بلحاج كشخص يتطفل على مجاله.